# El padrino (novela)
El padrino es una novela de género criminal, obra del escritor italoestadounidense Mario Puzo, publicada originalmente por una de las mayores editoriales del país, G. P. Putnam's Sons, en 1969. La novela detalla la historia ficticia de una familia de la mafia siciliana asentada en Nueva York y que está encabezada por Don Vito Corleone, El gran jefe, la cual se convirtió en sinónima de la mafia italiana. La trama transcurre entre los años 1945 y 1955, y también proporciona el trasfondo de Vito desde su niñez hasta su madurez.
El libro introdujo términos italianos tales como consigliere, caporegime, Cosa Nostra, pezzonovante, y omertà a la audiencia de habla inglesa. Formó además las bases de una película homónima que se rodó en 1972. En 1974 y 1990 se rodaron dos secuelas, con nuevas contribuciones de Puzo. Tanto la primera como la segunda película están ampliamente consideradas como unos de los mejores filmes cinematográficos de todos los tiempos.

## Argumento principal
La historia comienza con Amerigo Bonasera, que se lamenta por la desgracia que le ha ocurrido a su hija: un par de jóvenes la golpearon y le destrozaron su bello rostro. Bonasera le dice a su mujer que solo Don Vito Corleone, jefe de la Familia Corleone, les podrá hacer justicia. Don Vito recibe a muchos invitados en su casa, ya que es la boda de su hija Connie Corleone, para la que han organizado una majestuosa fiesta el 25
del mes de agosto de 1945, fiesta que incluyó la presencia del famoso cantante Johnny Fontane. Los hijos de don Vito, Sonny, Fredo y Michael, también están presentes en la celebración familiar, así como los hombres de confianza del Don, los capos Sal Tessio y Peter Clemenza, y el consigliere Tom Hagen. El Don recibe a unos cuantos invitados en su despacho, ya que ningún siciliano puede negar una petición en la boda de su hija. El Don escucha la súplica de Bonasera e incluso una petición de su ahijado Johnny, quien le pide convencer a un productor de cine para que le dé un papel en su nueva producción en Hollywood. En esa misma reunión, el Don accede a reunirse con Virgil Sollozzo, un hombre que tiene un negocio que proponerles a los Corleone.
El Don asigna a Tom Hagen la tarea de hablar con Jack Woltz, el productor peleado con Johnny. Él se niega argumentando un lío de faldas, y por lo tanto los hombres de Don Vito asesinan un caballo de Woltz y le ponen la cabeza entre sus sábanas. Woltz, muy asustado por la acción, acepta a Johnny como actor, cosa que vuelve a encumbrar a Johnny.
Don Vito se encuentra con Sollozzo, quien le propone traficar con drogas. Su plan es distribuirlas con la familia Tattaglia y necesita que los Corleone lo protejan a cambio de un 30% de ganancias, pero el Don se niega rotundamente argumentando que perdería sus privilegios con políticos y jueces si accede a ese negocio. Sollozzo, molesto por eso, piensa que Don Corleone representará un problema y trata de asesinarlo sin éxito. El intento de asesinato desata la ira de Sonny, el hijo más violento del Don, y provoca una guerra entre mafias, que comienza cuando Pete Clemenza ejecuta al traidor que vendió al Don a Sollozzo para que tratara de matarlo. Michael Corleone propone asesinar a Sollozzo para que no intente nada más y al capitán de Policía que lo protege y él mismo ejecuta el plan a la perfección. Como la policía lo busca por todos lados, Michael se refugia en Sicilia.
Mientras tanto, Sonny asesina a Bruno Tattaglia como venganza por el atentado a su padre, lo que provoca que las demás familias traten de acabar con Sonny. Su cuñado Carlo Rizzi golpeaba a su esposa Connie Corleone y Sonny le pegó a Carlo por eso. En una trampa que le tiende Carlo pegando nuevamente a Connie, Sonny sale desprevenido de la finca Corleone, furioso al enterarse de que Carlo ha golpeado otra vez a su hermana Connie. Carlo avisa a las familias, quienes lo interceptan en la carretera y lo acribillan. Don Corleone convoca una reunión de familias (La Cosa Nostra) de Nueva York donde aclara su postura sobre el negocio de las drogas y le pide a todos que eviten la guerra, ya que las venganzas no revivirían a Bruno o a Sonny y sólo perjudicarían a todos. Además, pide seguridad para que Michael regrese.
Una vez que Michael regresa, el Don le confiesa que en realidad los Tattaglia no eran responsables. Emilio Barzini, Don de los Barzini era quien estaba detrás de todo y le advierte de que si alguien le propone una reunión con Barzini será una trampa y quien se la proponga será el traidor. Don Vito Corleone muere a causa de un infarto y, en el funeral, Sal Tessio le propone a Michael la reunión con Barzini, así que Michael manda a asesinar a Tessio por ser el traidor. Tessio le pide a su ejecutor que le diga a Michael que «no fue personal, sólo negocios». Más tarde Michael ordena el asesinato de Emilio Barzini y Phillip Tattaglia de forma simultánea, dones de los Barzini y los Tattaglia; de las llamadas Cinco Familias; también hace matar a su cuñado Carlo por haber traicionado a la familia facilitando el asesinato de Sonny. Con sus competencias eliminadas, Michael Corleone se convierte en el hombre más poderoso de Nueva York.
Sin embargo, decide retirarse de la vida como mafioso, al menos parcialmente, y dedicarse a la industria del juego en el estado de Nevada, llevándose con él a Tom Hagen y permitiendo a Pete Clemenza que formara su propia familia.

### Secundario
El libro cuenta diferentes historias paralelas a la principal. Johnny Fontane tiene algunos problemas con su voz, ya no puede cantar como antes. Además está en deuda con los Corleone, para compensar la deuda con su padrino se decide ayudar a su amigo Nino Valenti, con ayuda de los Corleone Johnny produce algunas películas exitosas que los colocan a ambos como grandes estrellas de cine, hasta la muerte de Nino.
†
Fredo Corleone estuvo presente en el atentado contra su padre en el que él salió ileso y su padre gravemente herido. Quedó con un trauma al ver a su padre a punto de morir, por lo que se fue a vivir a Las Vegas, donde se convirtió en un hombre extravertido y seductor.
Lucy Mancini, quien trató de suicidarse por la tristeza que le producía la muerte de su amante Sonny Corleone, se trasladó a Las Vegas ya que Tom Hagen le ofreció un trabajo en el hotel dirigido por Fredo y también le dijo que la familia Corleone le daría una pensión anual acordada por Sonny en su testamento. Ya en Nevada, en menos de dos años, conoció a un doctor llamado Jules Segal, ambos se enamoran y después de un tiempo Jules le da una sortija de compromiso a Lucy y se casan.  
También el autor dedica un capítulo completo a la vida del joven Vito Andolini. Su padre fue asesinado por un mafioso siciliano que también quería matarlo a él para que no tomara venganza. Pero la madre de Vito lo envió a Estados Unidos, país donde comenzó a trabajar de forma humilde por lo que conoció a Genco Abbandando quien sería su mejor amigo. Aprendió a conducir un camión (tomando en cuenta la época, no cualquiera aprendía a conducir) y trabajó como repartidor, y conoció a los jóvenes Sal Tessio y Pete Clemenza.

## Personajes
| - Vito Corleone - Michael Corleone - Tom Hagen - Sonny Corleone - Peter Clemenza - Salvatore Tessio - Johnny Fontane - Kay Adams - Virgil Sollozzo | - Constanzia "Connie" Corleone - Emilio Barzini - Philip Tattaglia - Frederico "Fredo" Corleone - Carlo Rizzi - Lucy Mancini - Nino Valenti - Jack Woltz - Capitán Marc McCluskey | - Carmela Corleone - Jules Segal - Albert Neri - Luca Brasi - Amerigo Bonasera - Rocco Lampone - Genco Abbandando - Bruno Tattaglia - Paulie Gatto | - Massimo Fanucci - Moe Greene - Virginia Fontane - Apollonia Vitelli - Don Tommasino - Calo - Fabrizzio - Margot Asthon - Anthony Coppola | - Deanna Dunn - Ottilio Cuneo - Anthony Stracci - Joseph Zaluchi - Carlo Tramonti - Frank Falcone - Anthony Molinare - Domenick Panza - Vincent Florenza |